# Терсиньи, Людовико
Людовико Терсиньи (род. 8 августа 1995, Рим, Италия) — итальянский актёр. Он известен своими главными ролями Стефано Привитеры в «Может произойти все, что угодно», Джованни Гарау в «Стыд Италия» и Алессандро Альбы в «Лето».

## Биография
Родился в Риме, но всегда жил в Неттуно, окончил колледж Классическая средняя школа Криса Каппелла в Анцио. Со средней школы пробовал себя в мюзиклах, затем продолжил обучение в любительских театральных труппах и посещал различные театральные курсы.
В 2014 году дебютировал в кино в фильме «Апельсины и молоток» режиссёра Диего Бьянки, представленном на 71-м Венецианском международном кинофестивале.
С 2015 года он появляется в итальянском сериале «Может произойти все, что угодно», играя роль Стефано Привитеры. Это подтверждается во втором и третьем сезонах сериала.
В 2016 году он был выбран на роль Сэма, главного героя фильма «Слэм — все для девушки», представленного на Туринском кинофестивале, а затем выпущенного в кинотеатрах в следующем году. Чтобы сыграть Самуэле, Людовико Терсиньи научился кататься на скейтборде.
В 2018 году дебютировал в роли Джованни Гарау в веб-сериале «Стыд Италия». Затем он получил главную мужскую роль в итальянской постановке Netflix «Лето».

## Фильмография
- 2014 — «Апельсины и молоток»
- 2015 – 2018 — «Может произойти все, что угодно»
- 2016 — «Лето»
- 2017 — «Слэм — все для девушки»
- 2018 – наст. время — «Стыд Италия»
- 2020 – 2022 — «Лето»